# Quirónsalud

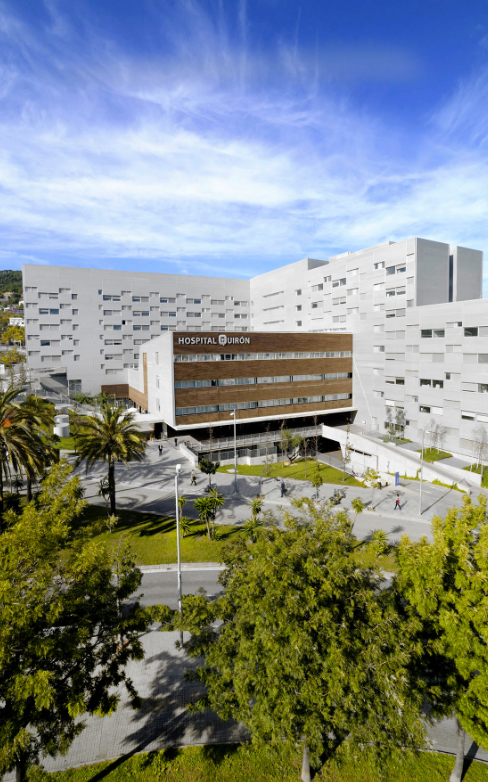
Das gleichnamige Hospital Quirón in Barcelona

Quirónsalud oder Grupo Hospitalario Quirónsalud ist die größte spanische Krankenhausgruppe.
Die Gruppe betreibt 44 Kliniken und 63 sonstige Gesundheitseinrichtungen, u. a. in Madrid, Barcelona und mehreren anderen spanischen Städten.
Sie wurde 2016 für 5,76 Milliarden Euro vom deutschen Pharmaunternehmen Fresenius SE übernommen und mit der größten privaten Krankenhauskette Deutschlands, Helios, zusammengefügt.